# Tsågahávrre
Tsågahávrre, enligt tidigare ortografi Tsåkamaure, är en sjö i Jokkmokks kommun i Lappland och ingår i Luleälvens huvudavrinningsområde. Sjön har en area på 1,28 kvadratkilometer och ligger 537 meter över havet. Tsågahávrre ligger i Padjelanta Natura 2000-område. Sjön genomflyts av vattendraget Vuojatädno.

## Delavrinningsområde
Tsågahávrre ingår i det delavrinningsområde (749535-155384) som SMHI kallar för Utloppet av Tsåkamaure. Medelhöjden är 677 meter över havet och ytan är 16,14 kvadratkilometer. Räknas de 116 avrinningsområdena uppströms in blir den ackumulerade arean 2 263,23 kvadratkilometer. Vuojatädno som avvattnar avrinningsområdet har biflödesordning 2, vilket innebär att vattnet flödar genom totalt 2 vattendrag (Stora Luleälv, Luleälven) innan det mynnar i havet. Avrinningsområdet består mestadels av kalfjäll (91 procent). Avrinningsområdet har 1,27 kvadratkilometer vattenytor vilket ger det en sjöprocent på 7,8 procent.